# Yapenski jezici
Yapen jezici (prije Yawa jezici), malena skupina zapadnopapuanskih jezika koji se govore na području indonezijskog dijela Nove Gvineje (Irian Jaya). Obuhvaća svega dva jezika koji su se prije klasificirali porodici geelvink bay, unutar koje su sačinjavali posebnu podskupinu nazivanu yawa.
Yapenskim jezicima pripadaju saweru [swr] (300; 1991 SIL) i yawa [yva] (6.000; 1987 SIL).

## Vanjske poveznice
- Ethnologue (14th)
- Ethnologue (15th)